# V4580 Sagittarii
V4580 Sagittarii eller SAX J1808.4-3658 är en dubbelstjärna i den norra delen av stjärnbilden Skytten. Den har en skenbar magnitud av 16,51 och kräver ett mindre kraftfullt teleskop för att kunna observeras. 

## Observation
Den första ökande millisekundpulsaren som upptäcktes 1998 av den italiensk-nederländska BeppoSAX-satelliten, SAX J1808.4−3658, visade röntgenpulseringar vid 401 Hz, neutronstjärnans spinnfrekvens när den observerades under ett efterföljande utbrott 1998 av RXTE NASAs satelliter. Neutronstjärnan omkretsas med en omloppsperiod av 2,02 timme av en brun dvärg som följeslagare med en sannolik massa på 0,05 solmassa. Svängningar i röntgenutbrott och kvasi-periodiska svängningar utöver koherenta röntgenpulseringar har setts från SAX J1808.4-3658, vilket gör den till en Rosettasten för tolkning av timingbeteendet hos röntgenbinärer med  låg massa.

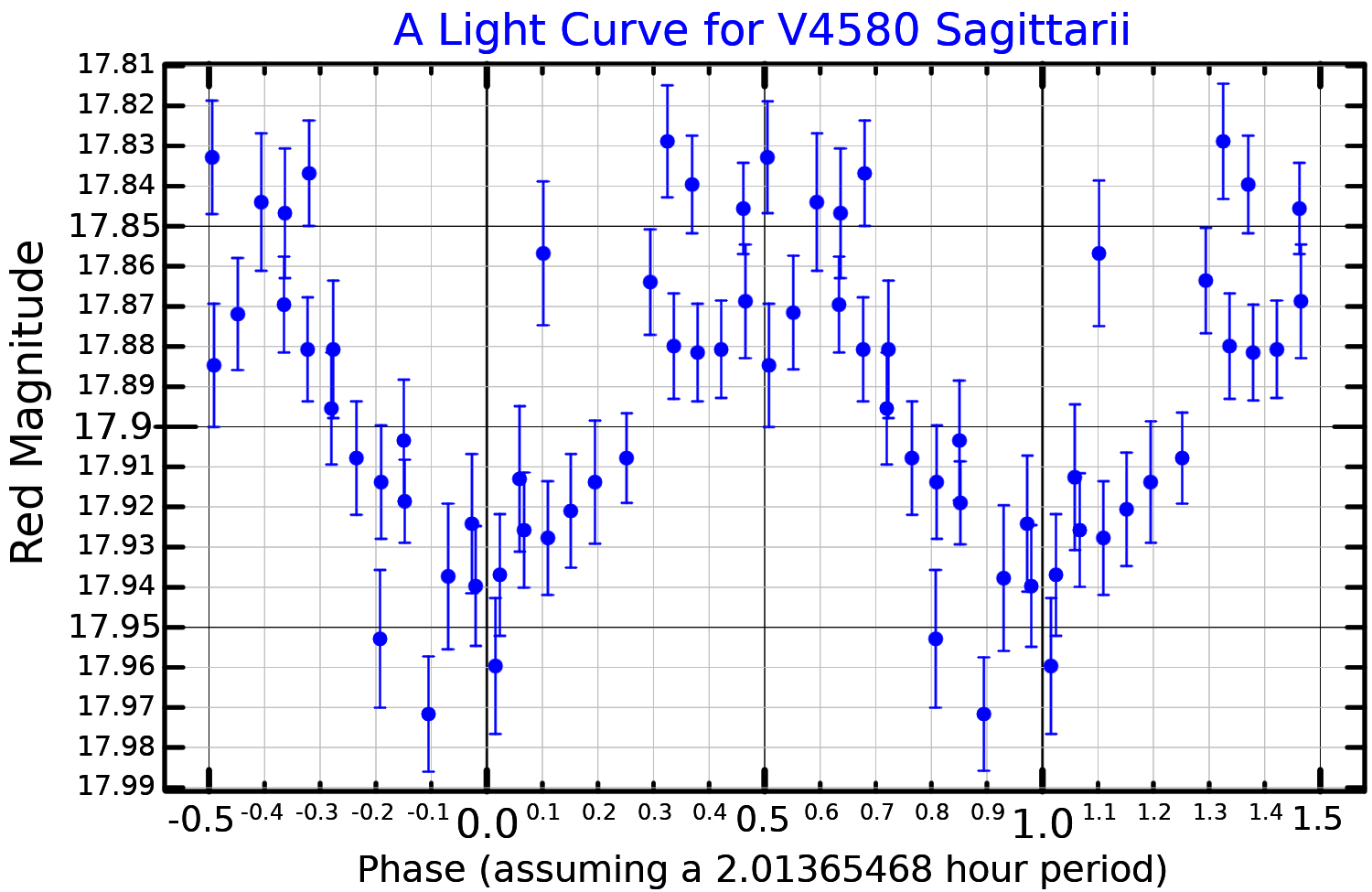
Ljuskurva i röda bandet för V4580 Sagittarii plottade från Elebert at al. (2009).

Dessa ökande millisekundsröntgenpulsarer tros vara evolutionär stamfader till återvunna radiomillisekundpulsarer. Totalt hade tretton ackreterande millisekundsröntgenpulsarer upptäckts fram till januari 2011. Tre av dem är Intermittenta millisekundsröntgenpulsarer (HETE J1900.1-2455, Aql X-1 och SAX J1748.9-2021), det vill säga att de avger pulseringar sporadiskt under utbrottet.
Den 21 augusti 2019 (UTC; 20 augusti i USA) upptäckte Neutron Star Interior Composition Explorer (NICER) det ljusstarkaste röntgeutbrottet som hittills observerats. Det kom från SAX J1808.4−3658.